# Āghjeh Rūd
Āghjeh Rūd (persiska: آغجه رود, آغچه رود) är en ort i Iran.   Den ligger i provinsen Östazarbaijan, i den nordvästra delen av landet, 400 km väster om huvudstaden Teheran. Āghjeh Rūd ligger 1 637 meter över havet och antalet invånare är 364.
Terrängen runt Āghjeh Rūd är platt åt sydväst, men åt nordost är den kuperad. Āghjeh Rūd ligger nere i en dal. Runt Āghjeh Rūd är det ganska glesbefolkat, med 22 invånare per kvadratkilometer. Närmaste större samhälle är Hashtrūd, 11,8 km öster om Āghjeh Rūd. Trakten runt Āghjeh Rūd består i huvudsak av gräsmarker.